# Пёрсфул, Руф
Руф Пёрсфул (25 мая 1906 — 16 мая 1991) — американский преступник, осуждённый за убийства, похищения людей и ограбления. Он считается одним из самых опасных и психически неуравновешенных преступников своего времени по мнению властей.
В восемнадцатилетнем возрасте был осуждён на 15 лет за убийство и ограбление пожилого мужчины. Был отправлен отбывать наказание в тюрьму штата Арканзас, но в отличие от обычной тюрьмы, в этой тюрьме заключённые должны были работать в фермерском хозяйстве. Был назначен смотрителем за другими заключёнными и вооружён дробовиком с целью предотвращения побегов. За всё время пребывания в этой тюрьме убил и покалечил многих заключённых, прерывая своё пребывание досрочными освобождениями, которые в качестве поощрения выдавались за помощь тюремной охране, но за повторные правонарушения снова отправлялся отбывать срок и назначался на то же место.
В декабре 1934 был приговорён к 20 годам за похищение и ограбление в Парагулде. Отправлен в исправительную тюрьму в городе Атланта (штат Джорджия), где двое заключённых узнали его по Арканзасу. Слух о его деяниях быстро распространился по всей тюрьме и Пёрсфул стал подвергаться избиениям.
Годом позже был отправлен в федеральную тюрьму Алькатрас, но так же был узнан заключёнными, избиения и издевательства продолжились.
В 1937 году Пёрсфул, больше не в силах выносить побои и издевательства, попытался отрезать себе кисти рук, после чего ему поставили диагноз шизофрения.
В конце концов его отправили в тюрьму на острове Макнил, где его снова узнали и насилие над ним продолжилось несмотря на усиленный присмотр за ним со стороны тюремной охраны.
В апреле 1948 года вышел на свободу и переехал к своему родственнику в Гэри. С тех пор ни разу не был осуждён за какие-либо преступления.